# Zebra (음악 그룹)
Zebra(지브라)는 가수 JK 김동욱과 세렝게티에서 보컬과 베이스를 맡고 있는 유정균, 클래식 작·편곡가인 진한서로 이루어진 대한민국의 3인조 재즈 트리오이다. 2011년 재즈 리메이크 앨범 《Zebra - pianto》를 통해 데뷔하였다.

## 구성원
- JK 김동욱 (1975년 12월 11일) - 보컬
- 유정균 (1980년 2월 1일) - 콘트라베이스
- 진한서 (1981년) - 피아노

## 앨범
- 《Zebra - pianto》(2011년)

## 방송
- 이소라의 두 번째 프로포즈 고정 게스트